# Mnemic
I Mnemic sono un gruppo industrial metal formatosi ad Aalborg, in Danimarca nel 1998.

## Storia dei Mnemic
Il nome della band è l'acronimo di "Mainly Neurotic Energy Modifying Instant Creation". La loro musica è stata spesso descritta come una fusione tra metalcore, melodic death metal, industrial metal e progressive metal, con elementi e influenze provenienti da altri generi come thrash metal e groove metal, formando così uno stile che la band stessa ha definito come "Future Fusion Metal." Nominando i Metallica tra una delle loro band preferite, hanno aperto i concerti dei Metallica in Europa sia nel 2007 e nel 2008.
La band ha scalato le classifiche danesi con l'album The Audio Injected Soul ed è stata la prima band danese ad aver aperto il Roskilde Festival nel 2004, uno dei più grandi e importanti eventi musicali europei, con una portata annua di circa 80 000 spettatori. Hanno lavorato con il produttore di Down e Fugees Warren Riker per la realizzazione dell'album Passenger, e collaborato con Roy Z (produttore di Judas Priest e Bruce Dickinson); alcuni dei loro lavori sono stati usati come colonne sonore di film come Alone in the Dark, Echo (con Kim Bodnia) e Nordkraft.
Hanno fino ad ora pubblicato ben cinque album di studio, e sono stati in tour con Metallica, Deftones, Machine Head, Meshuggah, Arch Enemy, All That Remains, Fear Factory, The Haunted, Soilwork e God Forbid.

## Formazione

### Formazione attuale
- Guillaume Bideau - voce (ex-Scarve) (2006-presente)
- Mircea Gabriel Eftemie - chitarra (1998-presente)
- Victor-Ray Salomonsen - chitarra (2011-presente)
- Simone Bertozzi - basso[4] (2011-presente)
- Brian Larsen - batteria (2011-presente)

### Ex componenti
- Michael Bøgballe - voce (2001-2005)
- Mikkel Larsen - basso (1998-2003)
- Mark Bai - voce (1998-2001)
- Tony Jelencovich - voce (2005-2006)
- Tomas "Obeast" Koefod - basso (2003-2011)
- Rune Stigart - chitarra (1998-2011)
- Brian "Brylle" Rasmussen - batteria (1998-2011)

## Discografia

### Album in studio
- 2003 - Mechanical Spin Phenomena
- 2004 - The Audio Injected Soul
- 2007 - Passenger
- 2010 - Sons of the System
- 2012 - Mnemesis